# Barrancabermeja
Barrancabermeja es un distrito colombiano ubicado a orillas del río Magdalena, en la parte occidental del departamento de Santander. Es la ciudad industrial más importante del departamento de Santander, sede de la refinería de petróleo más grande del país y es la capital de la Provincia de Yariguíes. Dista 114 km de Bucaramanga hacia el occidente. 
Es la ciudad más grande en la subregión natural del denominado Magdalena Medio; sede de la Policía del Magdalena Medio, de la Corporación Autónoma del Río Grande de la Magdalena, de la Diócesis de Barrancabermeja. Fue declarada de acuerdo al Acto Legislativo N.º 269 de 2018 Cámara - 010 de 2018 Senado, como Distrito especial, portuario, biodiverso, industrial y turístico.

## Economía

### Industria petroquímica
La actividad petroquímica en la ciudad, que cuenta con más de un siglo de tradición, es de gran importancia en el país, debido a que en la ciudad se ubica la mayor refinería de petróleo de Colombia, perteneciente a la empresa estatal ECOPETROL. En este gran complejo industrial, se refinan aproximadamente 252 000 barriles al día, posicionando así a Barrancabermeja como una de las diez mayores economías regionales del país, aún a pesar de su tamaño y población.

### Logística y transporte
Al tener una arteria fluvial de suma relevancia nacional como lo es el río Magdalena, la ciudad cuenta con un terminal portuario multimodal Impala, el cual ha diversificado la economía y desde donde se logra llevar hacía diferentes sectores del país e incluso del mundo, carga seca y líquida.
A 6 km al sudeste de la ciudad se encuentra el aeropuerto de Yariguíes, que conecta a la urbe con Bogotá.

## Historia

### Descubrimiento
El territorio donde se ubica la actual Barrancabermeja fue avistado por la expedición del conquistador español Gonzalo Jiménez de Quesada el 12 de octubre de 1536, quien venía remontando el río Magdalena y encontró un caserío llamado La Tora habitado por los indios Yariguíes, descendientes de los Caribes y gobernados por el Cacique Pipatón y su esposa, la cacica Yarima, sitio que los españoles bautizaron ese mismo día como Barrancas Bermejas. El verdadero nombre era Latocca, que significa “lugar de la fortaleza que domina el río”. Los indígenas de la Tora, descendientes de los Caribes, eran guerreros belicosos, por lo tanto era lógico que la zona fuera un reducto de indígenas fieros, quienes pusieron en dificultades a los extraños por muchos años, siendo el más célebre el cacique Pipatón, con cuyo nombre se conoce en varios establecimientos del municipio. La Tora era el puerto más importante sobre el río Grande de la Magdalena, como lo llamó Rodrigo de Bastidas. Era un punto donde confluían indígenas de las zonas Caribe y Andina con el objeto de realizar ferias donde se intercambiaban diferentes productos.
De acuerdo con don Juan de Castellanos, en el sitio donde llegaron Quesada y sus compañeros había un caserío de treinta chozas de paja, rodeado de sembrados de maíz, pero vacío, puesto que los indígenas huyeron despavoridos ante la presencia de visitantes extrañamente vestidos con yelmos y con pesadas espadas en cruz.

### La Concesión de Mares
Tropical Oil Company (TROCO) fue pionera de la historia de la explotación petrolera en Colombia, al hacerse cargo de la Concesión De Mares en 1917. Pero los acontecimientos que llevaron a la Tropical a construir buena parte de la historia del país comenzaron mucho antes. Desde mucho antes de 1536 los únicos que mostraban un gran interés por el oro negro que hervía en pozos eran los indígenas, quienes se lo untaban para reducir el cansancio y darle fortaleza a los músculos y para impermeabilizar sus embarcaciones.
En 1905, cuando en el país empezaba la fiebre del caucho, magistralmente relatada en la novela La Vorágine de José Eustasio Rivera, la idea de enriquecerse en esta empresa llevó al coronel José Joaquín Bohórquez, veterano de la guerra de los Mil Días, a redescubrir el mismo pozo Infantas. De ahí sacó unos recipientes de petróleo que le llevó al empresario y geólogo de origen francés Roberto de Mares. 
Solo entonces el estado colombiano se interesó en el asunto. Pero a De Mares le fue muy difícil conseguir socios capitalistas para iniciar las exploraciones. Cuando el contrato estaba a punto de serle arrebatado, ocurrió el hecho fortuito que decidió el futuro de la ExxonMobil en Colombia.
En un barco por el Caribe, De Mares notó el interés en invertir en exploraciones en Suramérica de un estadounidense John Leonard y le contó de su concesión. De regreso a su país, Leonard interesó a tres de sus compatriotas: George Crawford, Joseph Trees y Michael Benedum. Juntos fundaron en 1916 una compañía con sede en Wilmington, en el estado de Delaware, que bautizaron Tropical Oil Company. La Tropical o “Troco” como se le empezaría a conocer, se estableció en Colombia en 1917.
En 1926 marcó el inicio de Colombia como país exportador de petróleo cuando en el mes de julio el buque cisterna T.J. Williams transportó por primera vez 88,172 barriles de crudo, provenientes de la Concesión De Mares, desde Mamonal hasta los Estados Unidos.
Para el siguiente año, las operaciones de la Tropical en Colombia convirtieron al país en el tercer más grande productor de petróleo de Latinoamérica después de México y Venezuela.
La Tropical Oil Company, fue disuelta y liquidada junto con la reversión de la Concesión de Mares el 25 de agosto de 1951, pasando los activos de su propiedad a la nación.

### Vida Municipal
En 1919 se instaló una Junta Patriótica Pro Municipio de Barrancabermeja para presionar ante la Asamblea Departamental de Santander, la ordenanza que diera aprobación a la creación del nuevo municipio. Formaban parte de la Junta, los señores: Honorio A. Campo como presidente, Víctor M. Camacho, Juan Pablo Jiménez, Eustorgio Reyes y otros más. Se levantó un censo de personas y habitaciones, un estimativo de los posibles recursos, de los locales que podían servir para oficinas y de los diferentes documentos para acreditar que el corregimiento podría llenar las condiciones legales para convertirse en municipio. La Tropical colaboró en todo sentido para este propósito; suministró los mapas y la cartografía y financió viajes a Bucaramanga.
En 1921, el presidente de la junta se dirigió a fines del año a Bucaramanga para presionar al gobernador del departamento, José M. García Hernández, para que presentara ante el gobierno nacional y la Asamblea, la petición de los habitantes de Barrancabermeja. La gobernación presionó, a su vez, al gobierno nacional en enero de 1922 para que el corregimiento se elevara a municipio ya que era necesaria una nueva ley, puesto que no existían las condiciones requeridas por la Ley 71 de 1916 para constituir el nuevo municipio.
El acto precursor de la creación del nuevo municipio fue la Ley 5.ª del 27 de enero de 1922 presentada por los parlamentarios costeños Diógenes Arrieta y Ulises Osorio, quienes habían estado en el puerto petrolero en el vapor Hércules, en su paso hacia Bogotá, y allí se enteraron de la situación y los deseos de la población.
El gobernador fijó por decreto la fecha del 26 de abril para la protocolización de la creación del municipio y nombró a los señores Bautista Reyes,
Edmundo Vilar y Rafael Campo para alcalde principal, primero y segundo suplentes respectivamente. Sorprende la rapidez con que actuaron los gobiernos nacional y departamental y dieron todas las aprobaciones necesarias en un tiempo muy corto para dar forma al nuevo municipio. El traslado de la comitiva a Barrancabermeja para realizar la ceremonia oficial de creación del municipio en ese año de 1922 fue tortuoso ya que no existía comunicación directa con el puerto. La delegación estaba integrada por el gobernador, don José María García Hernández, a quien acompañaban los diputados Manuel Serrano Blanco y Alejandro Galvis Galvis, junto con los señores Manuel Enrique Puyana, Carlos J. Delgado, Alejandro Castillo Reyes, Roberto Carreño, Roberto Parra Franco, Alberto García Benítez y el general Antonio Picón, secretario accidental del gobernador. La comitiva salió de Bucaramanga en mula y caballo hasta llegar al puerto llamado de Marta sobre la orilla derecha del río Sogamoso después de atravesar empinados cerros. De allí siguieron en canoas hasta encontrar el río Magdalena, auxiliados por dos lanchas de gasolina de la Tropical. Así, el día 25 de abril arribaron a Barrancabermeja, donde la compañía les ofreció habitaciones y comida que no todos aceptaron por las prevenciones que existían sobre la empresa extranjera.
Al día siguiente, el 26 de abril, en la casa del señor Bonifacio Jaramillo O. se reunieron el gobernador y las comisiones nombradas por la Asamblea y otras entidades y procedieron a la inauguración oficial del municipio y firmaron el acta correspondiente. Igualmente, se dieron a conocer públicamente los nombramientos de las siguientes autoridades con sus respectivos sueldos: Alcalde, el señor Bautista Reyes, con una asignación de 200 pesos; el señor Honorio Campo, el testigo en 1916 del comienzo de los trabajos en la Concesión, recaudador de rentas departamentales, con funciones provisionales de tesorero municipal, con un sueldo de 120 pesos y los señores Ciro A. Lineros y Paulina Lineros para maestros de las escuela urbanas, con un sueldo de 100 pesos. Terminada la ceremonia, la comitiva se trasladó a la Superintendencia de Infantas a una recepción ofrecida por el gerente de la Tropical, el señor Scott. En esta forma nació a la vida el municipio de Barrancabermeja, la ciudad del Oro Negro y combativa de Colombia.
El 2 de agosto de 1922 se reunió el primer Concejo Municipal, elegido en las elecciones del 23 de julio que dictó varios acuerdos referentes a la construcción de la cárcel, el matadero público y el hospital, sistema de aseo y otras materias; y aprobó el primer presupuesto de ingresos y gastos para el año 1923 por la suma de 10,090.02 pesos.

### La Comuna de Barranca

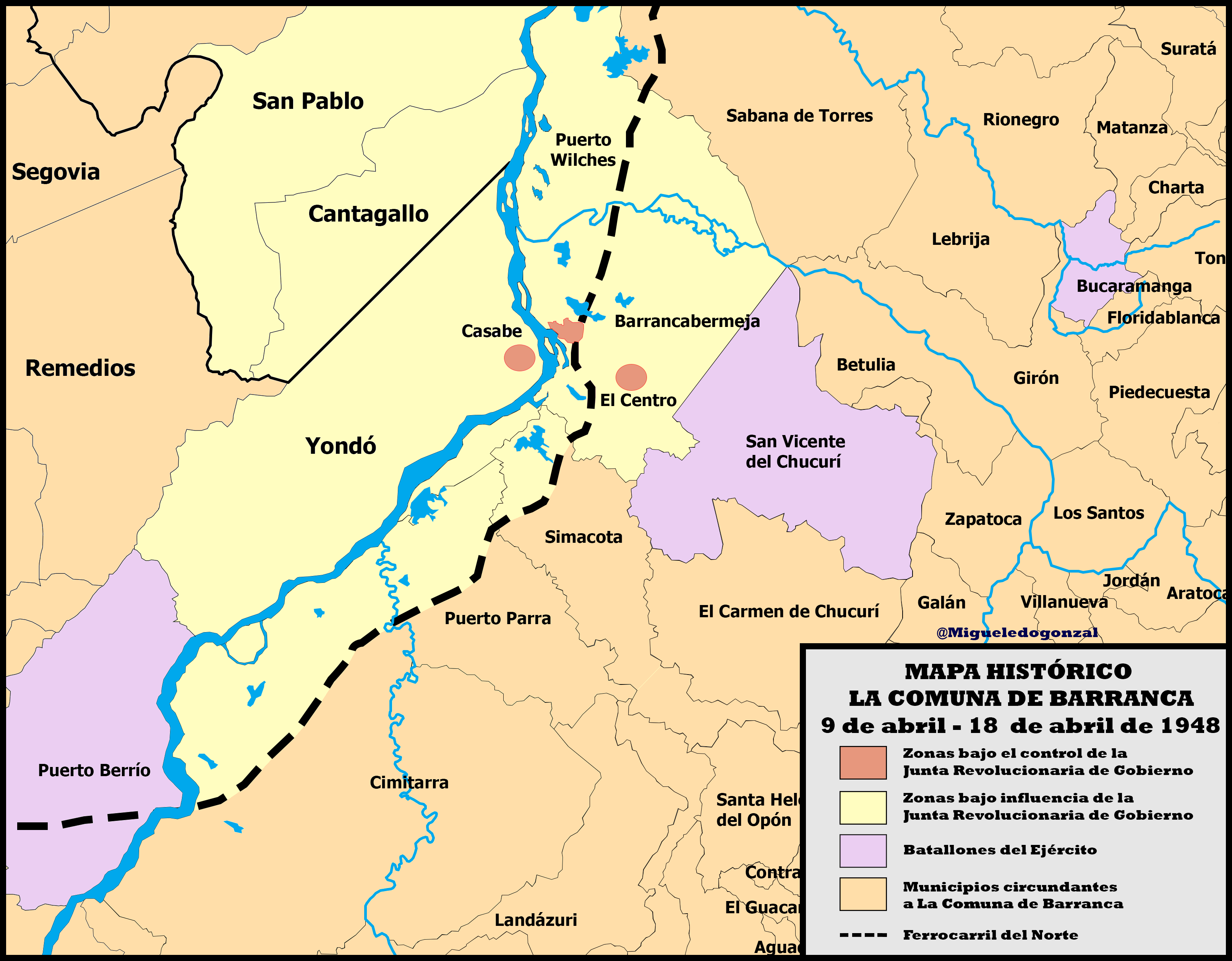
Mapa de La Comuna de Barranca.

El asesinato de Jorge Eliécer Gaitán produjo brotes de violencia en el país. En Barrancabermeja, municipio obrero y de marcada inclinación gaitanista, la noticia del magnicidio como era natural generó la inicial ira hacia los Conservadores y la posterior congregación espontánea de la población frente a la alcaldía (hoy plaza Luis Pinilla Rueda, una de las víctimas mortales de ese día). Durante esta asamblea popular se desconoció al Gobierno Nacional del conservador Mariano Ospina Pérez y se creó una Junta Revolucionaria de Gobierno compuesta por personalidades del municipio que a través de aplausos fueron elegidos para integrarla. Esto fue una marcada diferencia con otras juntas del país en donde sus miembros fueron puesto a dedo por los comités políticos.
La Junta fue compuesta principalmente por Gonzalo Buenahora (médico), Arturo Restrepo (comerciante), Mario Cújar (telegrafista), José Mariano Vesga Villamizar (representante a la cámara), Hernando Soto Crespo (médico), Rafael Rangel Gómez (concejal), Antonio Pérez (sindicalista) y Apolinar Díaz Callejas (abogado). Era la primera vez que este último viajaba a Barrancabermeja y lo hizo por su labor de apoderado de los sindicalistas presos en la Huelga iniciada en enero de 1948. Al momento de su marcha de la ciudad, el 9 de abril, el Aeropuerto Avianca frenó sus funciones precisamente por la muerte de Gaitán, por lo que Díaz Callejas no pudo salir de allí hasta después de La Comuna.
Entre sus primeras acciones y en aras de mantener el orden dentro de la anarquía que vivió el país, la Junta Revolucionaria nombró alcalde a Rafael Rangel ante el abandono de la alcaldía por parte del Conservador Simón  F. Galvis y creó las Milicias Populares recayendo su coordinación en Antonio Pérez (presidente del Sindicato de trabajadores de la  Shell) debido a su experiencia como sargento durante su estancia en el ejército. Entonces, la Junta Revolucionaria y el alcalde tomaron la administración de la ciudad decretando el normal funcionamiento del hospital, acueducto, alcantarillado y la energía eléctrica. Se asumió el control y vigilancia del correo, telégrafo y teléfonos y depósitos de víveres. Se cerraron cabarets, bares y se impuso la ley seca. Se reguló la distribución del combustible y, asimismo, se tomaron los sistemas de transportes incluyendo el Ferrocarril, vehículos automotores, lanchas, buques y planchones. Se les concedió casa por cárcel al personal extranjero de la Troco y se encarceló a los Conservadores y al personal de la policía residentes en el puerto petrolero con la finalidad de preservarles la vida ante un linchamiento.
Por su parte, Las Milicias Populares además de colaborar en lo anterior, ejercieron la defensa del territorio. Para tal fin reclutaron y entrenaron al personal obrero que se ofreció a sus filas. Además de las armas hechizas y las incautadas a los policías, fabricaron otras en los talleres de la Troco como, por ejemplo, cañones que se instalaron en diferentes puntos estratégicos cercanos y al interior de la ciudad (1 en El Centro, 1 en las instalaciones de la Troco, 1 en las instalaciones del Shell en Casabe, entre otros). Uno de estos cañones estuvo ubicado hasta hace algunos años en la entrada del Batallón Nueva Granada de Barrancabermeja como recordatorio de este episodio local. Las Milicias Populares ocuparon el Aeropuerto Avianca bloqueando su pista con tanques y canecas y patrullaron el río Magdalena ejerciendo una zona de influencia que iba desde Puerto Wilches al norte hasta Puerto Berrío al sur.
La cohesión entre Junta Revolucionaria, Alcalde y Milicias Populares fue rápida y exitosa debido al antecedente inmediato durante la participación de sus miembros y la población barranqueña en la Huelga de 1948 que reclamó la Reversión de la Concesión de Mares y la nacionalización del petróleo ( lo cual ocurrió en 1951). En la práctica, la forma de gobierno en La Comuna de Barranca no se sustentó en una división de poderes sino en una coordinación de los mismos precisamente por tratarse de un verdadero poder popular surgido de la clase obrera barranqueña, que gobernó absolutamente todo entre la tarde del 9 de abril y el 18 de abril de 1948 y negoció durante los siguientes 10 días con la dirección nacional del Partido Liberal y el Gobierno Nacional durante en un ambiente hostil que incluyó minar la ciudad y amenazar con explotar la Refinería. Finalmente, la madrugada del 29 de abril de 1948 el ejército entró y retomó la ciudad reemplazando a las autoridades locales.
Entre lo acordado para la entrega de la ciudad al Gobierno Nacional se pidió la entrada pacífica, nombrar un gobernador Liberal, que no hubiera represalias para los involucrados en La Comuna, que la alcaldía la ocupara un miembro de la Junta Revolucionaria y que fuesen destituidos de la administración pública a los Conservadores. Las anteriores condiciones no fueron respetadas pues varios involucrados fueron juzgados presencialmente y en ausencia en juicios llevados a cabo en Bucaramanga. Sin embargo, un miembro de la Junta Revolucionaria si ejerció de alcalde una vez concluido el episodio. Se trató de José María Vesga Villamizar desde el 23 de abril tras la huida Rafael Rangel para irse a integrar las guerrillas liberales.

### Las dos Barrancas

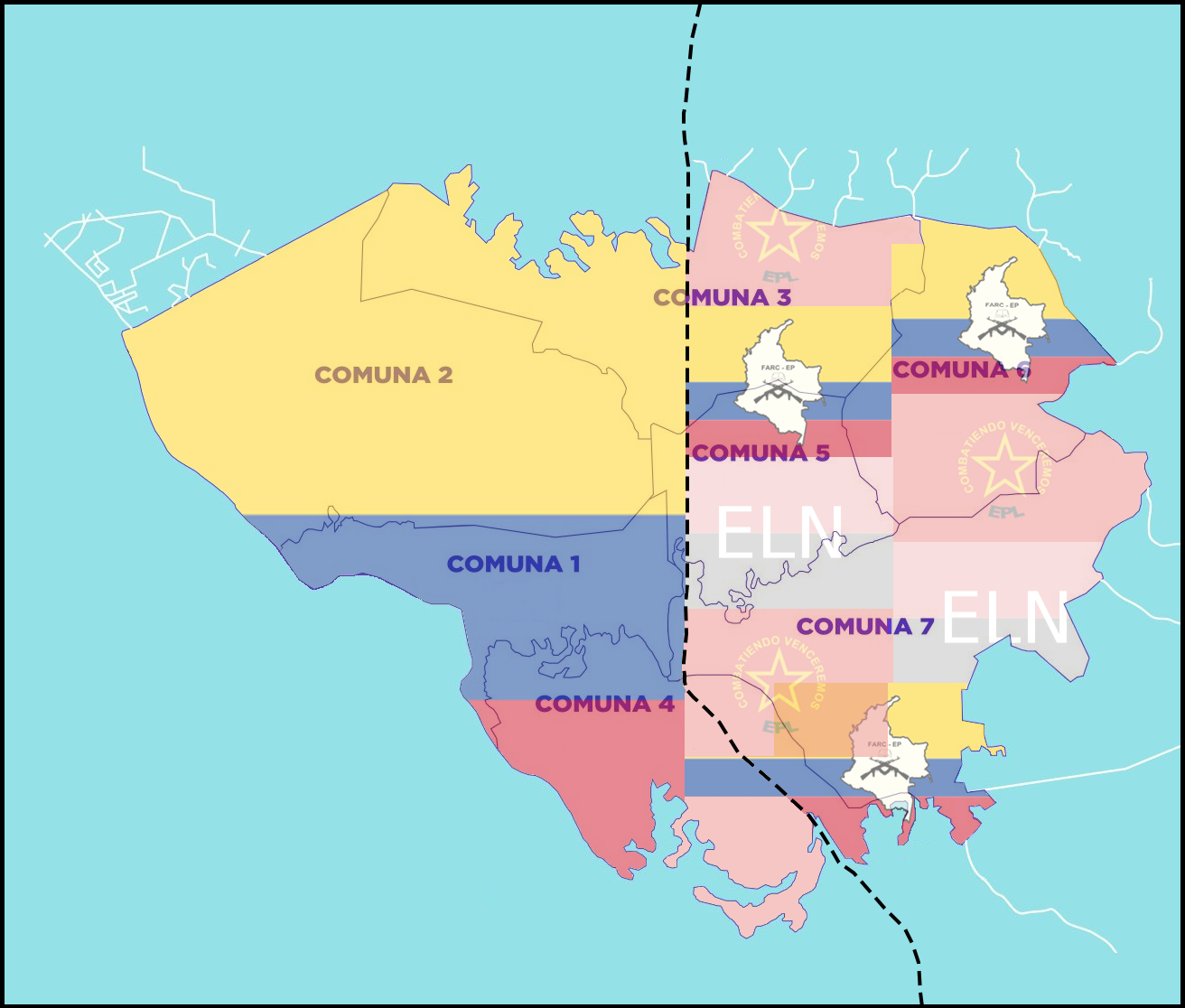
División territorial de Las dos Barranca.

"Las Dos Barrancas" fue un término utilizado en algunos medios de comunicación y en el lenguaje cotidiano local para describir la división territorial que experimentó Barrancabermeja a finales del siglo XX y principios del siglo XXI en el contexto del  Conflicto Armado. Cuando las guerrillas, como el ELN, las  Farc y el EPL, llegaron a la ciudad, se produjo una disputa con las  Fuerzas Militares, lo que llevó a la división territorial de Barrancabermeja. Cada actor armado ejercía su presencia y control en diferentes áreas de la ciudad, lo que generó una clara separación. En consecuencia, Barrancabermeja se vio dividida en dos grandes zonas. Por un lado, la zona occidental estaba bajo la presencia y control de las Fuerzas Militares, mientras que la zona oriental estaba ocupada y controlada por las guerrillas. Es importante destacar que este término se utiliza para describir una realidad específica dentro del contexto del Conflicto Armado en Barrancabermeja y no se refiere a un hecho histórico específico en sí mismo.
La situación afectó la vida cotidiana de los habitantes de los barrios nororientales. La presencia de los grupos guerrilleros generó tensiones y el estigma de ser considerados auxiliadores de la guerrilla, poniéndolos en riesgo tanto de las acciones de los grupos paramilitares como de los enfrentamientos entre los diferentes grupos guerrilleros. Además, la situación creó una marcada diferencia entre los dos lados de Barrancabermeja,  donde, por ejemplo, los habitantes de los barrios del lado oriental del Puente Elevado tuvieron dificultades para encontrar empleo y las propiedades tuvieron un valor significativamente menor en comparación con el lado occidental de la ciudad.

### El Distrito de Barrancabermeja
El 13 de junio de 2019, el Congreso de la República de Colombia declaró al municipio de Barrancabermeja como Distrito Especial Portuario, Industrial, Turístico y Biodiverso.

## Geografía

### Límite Municipal
Barracabermeja está delimitada con los siguientes municipios excepto con Antioquia al occidente:
| Noroeste: Yondó ( Antioquia) Río Magdalena                                | Norte: Puerto Wilches Río Sogamoso | Nordeste: Sabana de Torres Río Sogamoso San Juan de Girón Betulia |
| Oeste: Yondó ( Antioquia) Río Magdalena                                   |                                    | Este: San Vicente de Chucurí                                      |
| Suroeste: Yondó ( Antioquia) Río Magdalena y Puerto Parra Ciénaga Chucurí | Sur: Simacota Río La Colorada      | Sureste: San Vicente de Chucurí                                   |

### Clima
| Parámetros climáticos promedio de Barrancabermeja, Santander, (Aeropuerto Yariguíes), normales 1981-2010 | Parámetros climáticos promedio de Barrancabermeja, Santander, (Aeropuerto Yariguíes), normales 1981-2010 | Parámetros climáticos promedio de Barrancabermeja, Santander, (Aeropuerto Yariguíes), normales 1981-2010 | Parámetros climáticos promedio de Barrancabermeja, Santander, (Aeropuerto Yariguíes), normales 1981-2010 | Parámetros climáticos promedio de Barrancabermeja, Santander, (Aeropuerto Yariguíes), normales 1981-2010 | Parámetros climáticos promedio de Barrancabermeja, Santander, (Aeropuerto Yariguíes), normales 1981-2010 | Parámetros climáticos promedio de Barrancabermeja, Santander, (Aeropuerto Yariguíes), normales 1981-2010 | Parámetros climáticos promedio de Barrancabermeja, Santander, (Aeropuerto Yariguíes), normales 1981-2010 | Parámetros climáticos promedio de Barrancabermeja, Santander, (Aeropuerto Yariguíes), normales 1981-2010 | Parámetros climáticos promedio de Barrancabermeja, Santander, (Aeropuerto Yariguíes), normales 1981-2010 | Parámetros climáticos promedio de Barrancabermeja, Santander, (Aeropuerto Yariguíes), normales 1981-2010 | Parámetros climáticos promedio de Barrancabermeja, Santander, (Aeropuerto Yariguíes), normales 1981-2010 | Parámetros climáticos promedio de Barrancabermeja, Santander, (Aeropuerto Yariguíes), normales 1981-2010 | Parámetros climáticos promedio de Barrancabermeja, Santander, (Aeropuerto Yariguíes), normales 1981-2010 |
| Mes | Ene. | Feb. | Mar. | Abr. | May. | Jun. | Jul. | Ago. | Sep. | Oct. | Nov. | Dic. | Anual |
| --- | --- | --- | --- | --- | --- | --- | --- | --- | --- | --- | --- | --- | --- |
| Temp. máx. abs. (°C)                                                                                     | 39.6 | 41.2 | 38.8 | 39.5 | 40 | 39 | 38.2 | 40.5 | 41 | 41.5 | 40 | 42.7 | 40.2 |
| Temp. máx. media (°C)                                                                                    | 32.8 | 33.1 | 32.6 | 32.0 | 31.8 | 32.0 | 32.4 | 32.4 | 31.7 | 31.1 | 31.2 | 31.7 | 32.1 |
| Temp. media (°C)                                                                                         | 28.4 | 28.7 | 28.4 | 27.9 | 27.7 | 27.8 | 28.0 | 27.9 | 27.5 | 27.0 | 27.1 | 27.7 | 27.9 |
| Temp. mín. media (°C)                                                                                    | 23.6 | 23.8 | 23.8 | 23.7 | 23.5 | 23.4 | 23.2 | 23.1 | 22.9 | 23.0 | 23.3 | 23.5 | 23.4 |
| Temp. mín. abs. (°C)                                                                                     | 17.8 | 17 | 16 | 16.5 | 16.1 | 16 | 16.5 | 16 | 16.7 | 16 | 16.8 | 16 | 16 |
| Lluvias (mm)                                                                                             | 51.1 | 124.8 | 183.1 | 299.9 | 373.7 | 268.1 | 229.6 | 288.5 | 338.4 | 408.4 | 303.1 | 132.0 | 3000.7                                                                                                   |
| Días de lluvias (≥ 1 mm)                                                                                 | 6 | 10 | 14 | 19 | 21 | 18 | 17 | 20 | 21 | 21 | 18 | 11 | 195 |
| Horas de sol                                                                                             | 222.8 | 167.8 | 152.2 | 142.9 | 167.9 | 171.7 | 215.8 | 205.4 | 181.2 | 165.8 | 164.4 | 195.8 | 2153.7                                                                                                   |
| Humedad relativa (%)                                                                                     | 74 | 73 | 77 | 81 | 82 | 81 | 78 | 79 | 81 | 83 | 83 | 80 | 79 |
| Fuente n.º 1: Parámetros climáticos IDEAM 22 de diciembre de 2007                                        | | | | | | | | | | | | | |
| Fuente n.º 2: Instituto de Hidrología, Meteorología y Estudios Ambientales                               | | | | | | | | | | | | | |

## División Político-Administrativa
Su Cabecera municipal se encuentra dividida en 7 comunas:
| Comuna   | Barrios | Asentamientos |
| Comuna 1 | - Arenal (Antes Fermín Amaya) - Buenos Aires - Buenos Aires II - Cardales - Colombia - El Cruce - El Dorado - El Recreo - Inscredial (o Gonzalo Jiménez de Quesada) - Isla del Zapato - La Campana - La Victoria - Las Margaritas - Las Playas - Palmira - Ciudad La Tora (sector comercial) - Tres Unidos (antes Las delicias) - Urbanización Cincuentenario | - Brisas de Arenal - David Nuñez - El Dorado II - La Coquera - La Victoria II - Los Moncoros - San Francisco - San Luis |
| Comuna 2 | - Aguas Claras - Ciprés del Lago - Ciudad Bolívar - Camilo Torres (antes Galán Gómez) - Las Colinas - Olaya Herrera - Parnaso - Pueblo Nuevo - Torcoroma - Uribe Uribe - Villa Luz I - Villa Luz II | Sin Asentamientos |
| Comuna 3 | - 20 de Enero - 25 de Agosto - Alto del Rosario - Belén - Altos de los Ángeles - Brisas de la Libertad - Caminos de San Silvestre - Campo Hermoso - Ciudadela Pipatón - Ciudadela Pipatón IV etapa - Colinas del Norte - Cortijillo - Eduardo Rolón (Coviba) - Cristo Rey - El Rosario - Ferrovías - Jorge Eliécer Gaitán (antes Belén II) - Internacional - Jerusalén - La Floresta - La Libertad - La Paz - La Paz II - La Virgen - Los Ficus - María Irida - Novalito - San Judas - Santa Isabel - Villa Nueva - Yariguíes - 22 de Marzo                                                                             | - 1 de Abril - 12 de Agosto - Altos de Israel - Altos del Salvador - Brisas de Altamira - Brisas de la Paz - Brisas del Rosario - Ciudad de Dios - Cristo Rey II - La Paz III - Los Acacios - Mano de Dios - Urbanización San Silvestre - Villa de Dios - Villa Luisa I - Villa Luisa II - Villa Luisa III - Villa Luisa IV - Villa Mary - Yuma |
| Comuna 4 | - Antonia Santos - Bellavista - Bosques de la Cira - Buenavista - Cincuentenario VII etapa - Ciudadela Cincuentenario - Constelación 2000 - El Castillo (El Cerro) - El Cincuentenario - El Limonar - El Palmar - El Refugio - Altos de Cañaveral - Jaime Garzón - José Antonio Galán - La Liga internacional para un mundo mejor (La Liga) - La Península - La Toca - Las Brisas - Las Colmenas - Las Nieves - Los Almendros - Los Lagos - Los Mandarinos - Los Naranjos - Los Pinos - Planada del Cerro - Tamarindos - Urbanización El Refugio - Villa de Leyva - Villa Rosa - Villa Sandra - Yarima - Santa Bárbara  | - Autoconstrucción VII etapa - El Jordan - El Madrigal - Isla del Castillo - Los Lagos II - Los Nogales - Marsella - Nuevo Milenio Sur - Prados del Cincuentenario - Villa Olímpica |
| Comuna 5 | - Barrancabermeja - Las Camelias - Campo Alegre - Chapinero - Colinas del Seminario - El Álcazar - El Chicó - El Porvenir - El Triunfo - La Candelaria - La Esperanza - La Independencia - La Tora - Las Américas - Las Ferias - Las Malvinas - Las Torres - Miraflores (antes Pérez González, La culebra o Popular) - Nueva Esperanza - Primero de Mayo - Provivienda - San José Obrero - San José Obrero II - San Pedro Claver - Santana - Santander - Simón Bolívar - Tierradentro - Tierradentro II etapa - Urbanización Los Lagos - Urbanización Santa Lucía - Urbanización Los Rosales - Versalles - Villa Rosita | - Ramaral |
| Comuna 6 | - 20 de Agosto - 20 de Julio - Antonio Nariño - Benjamín Herrera - Brisas de San Martín - Brisas de Versalles - Brisas del Oriente - Corinto - Danubio - El Boston - El Progreso - Kennedy - Las Granjas - Los Álamos - Los Alpes - Los Comuneros - Puerta del Sol - Rafael Rangel - San Pedro - Villa Fauda | - Bendición de Dios - Brisas de Acapulco - Expansión baja San Martín - Invasión Kennedy - Invasión Pozo Siete - Kennedy II - La Playita - Manzanares - Oro Negro I etapa - Oro Negro II etapa - Renacer - San Martín II etapa - Torres de Boston - Villas del Coral                                                                             |
| Comuna 7 | - 16 de Marzo - 3 de Octubre II etapa - Altos del Campestre - Brisas de Vivero - Cielos Abiertos - Ciudadela Educativa - Colinas del Campestre - Divino Niño - El Campestre - El Campin - El Diamante - El Paraíso - El Poblado - El Retén - Las Flores - Urbanización Los Corales - Los Fundadores - María Eugenia - 9 de Abril - Nuevo Horizonte - Pablo Acuña - Prados del Campestre - Vereda La Independencia - Villarelys I - Villarelys II etapa - Villarelys III etapa - Urbanización Terrazas del Puerto - Urbanización Prados de Argelia - Urbanización Ciudad del Sol                                         | - 3 de Octubre - 9 de Agosto - Altos del Mirador - Bonanza - Brisas de Villarelys - Brisas de Villarelys II - Brisas del Poblado - La Esmeralda - La Juventud - Las Palmas - Los Acacios - Minas del Paraíso - Pista Bicicross - Villa Aura - Villa Napolés - Villa Plata - Yarima II - La Unión - El Manantial - Centenario - Villa Campestre  |

### Corregimientos
La primera organización política rural del municipio se hizo mediante el Acuerdo N° 27 de 1925, donde se dividió administrativamente en 27 veredas repartidas en 3 Corregimientos (El Centro, El Llanito y Meseta de San Rafael) y describiendo 3 regiones cercanas ( Yarima, Chucurí y El Opón) con influencia de Barrancabermeja.
Las 27 veredas eran: el Guarumo, Sogamoso, del Opón, Tierra Dentro, Isla de la Estrella, San Silvestre, las Lajas, Cretáceo, Berlín Infantas, La Vizcaína, Peroles, Las Margaritas, Porvenir, Barranquita, Jeringa, Islas de San Antonio, Clavellinas, Cortijillo, Buenos Aires, la Esperanza, la Florida, Guadalajara, Naranjales, Río del Fuego, La Candelaria, Isla del Tabaco y Agua Bonita.
- Corregimiento El Centro: Allí se encuentra la sede de la Empresa Colombiana de Petróleos en sus ramas de exploración y perforación de pozos. Es una institución de más de 60 hectáreas se hallan instalaciones de la Compañía y comprenden plantas de Gas, Planta Termoeléctrica. Talleres de Mecánica, talleres de reparación de vehículos, Comisariato, Hospitales, Barrios residenciales para el personal Staff, barrios obreros, oficinas generales casinos para empleados y obreros; Club Internacional, Club de Mares, Club Infantas, Club del Comercio, Club Cardales, Cuartel para el ejército, oficina de Inspección de Policía, Oficina de Correos y Telégrafos, Sucursal de la Caja Colombiana de Ahorros, sucursales de los Bancos: Colombia, Bogotá, Antioqueño, Cafetero, Santander, Popular; Templos Parroquiales, escuelas, colegios etc.
- Corregimiento El Llanito: Allí esta un caserío de la ciénaga del mismo nombre, tiene local para escuela, local para inspección de policía y un puesto de salud.
- Corregimiento Meseta de San Rafael: Existe un caserío y tiene locales para escuelas, local para un destacamento de policía y la Inspección de policía. Estos corregimientos dependen de la Alcaldía Municipal. Geográficamente Barrancabermeja es base de otros corregimientos que políticamente, pertenecen a regiones distintas, pero que por muchas rezones sus gentes ansían la vinculación política a nuestra ciudad
- Yarima: Región de esplendorosa belleza, riqueza y exuberancia, este corregimiento políticamente pertenece a San Vicente pero su mayor vinculación esta en Barrancabermeja, ya que sus gentes son casi todas de esta región, y la mayor parte de sus transacciones comerciales las hacen con esta ciudad, a la cual surten.
- Chucurí: Región sobre el Río Magdalena, corregimiento de Vélez, al que no hay un solo habitante de allí que lo conozca, ellos se consideran huérfanos e hijos adoptivos de Barrancabermeja a donde acuden en todas las necesidades y siempre se les atiende. No hay un chucureño que te sienta veleño, dicen los de allí que Vélez se acuerda de Chucurí cuando hay que hacer intriga para el cambio de inspector o de maestra.
- El Opón: Rica región que depende de Simacota, pero nadie quiere conocerla; los opones así como suena, no quieren nada que no sea de Barranca. En muchas ocasiones se ha dirigido la totalidad de sus habitantes a la asamblea, para su segregación pero por razones desconocidas no se le ha dado curso a esta petición por demás justiciera.

Casi 7 décadas después con el Acuerdo 026 de 1993 estableció 3 nuevos corregimientos: La Fortuna, Ciénaga de Opón y San Rafael de Chucurí, tal que desde finales de 2002 el área rural de Barrancabermeja cuenta desde entonces con seis 6 corregimientos que se mantienen hasta el presente:
| Corregimiento         | Centros Poblados | Veredas |
| Ciénaga del Opón      | - Ciénaga del Opón | La Colorada. |
| El Centro             | - Campo 6 - Campo 13 - Campo 16 - Cretáceo - El Centro - El Palmar - La Forest - Los Laureles - Progreso - Pueblo Regao - Quemadero | Campo 5, Campo 14, Campo 23, Campo 25, Campo 32, Campo 38, Campo 45, Cuatro Bocas, La Ceiba, La Cira, La Legía, Las Marías, Oponcito, Planta Nueva, Tenerife, Santo Domingo, Tierradentro, Vara Santa. |
| El Llanito            | - Campo Galán - El Llanito - Galán Berlín                                                                                           | Ciénaga Brava, Islas del río Magdalena, La Arenosa, Llanito Alto, Llanito Bajo, Sábalo, San Silvestre, Sogamoso.                                                                                       |
| La Fortuna            | - La Fortuna | Comuneros, Peroles, San Luis, Tapazón, Zarzal. |
| Meseta San Rafael     | - Meseta San Rafael | Capote, La Raíz, La Unión, Sogamoso, Yacaranda. |
| San Rafael de Chucurí | - San Rafael de Chucurí | Aguas Negras. |

## Barrios renombrados y demolidos
| Nombre Anterior                   | Actualidad           | A partir de | Motivo                                                                 | Condición |
| Galán Gómez                       | Camilo Torres        | 1970        | Acuerdo 026 del 26 de noviembre de 1970                                | Vigente   |
| El Castillo                       | El Cerro             | 1971        | Construcción de las fases de la Urbanización El Cerro                  | Vigente   |
| Belén II                          | Jorge Eliécer Gaitán | 1977        | Acuerdo 021 del 14 de enero de 1977                                    | Vigente   |
| Pérez González Popular La Culebra | Miraflores           | 1982        | Reconocimiento jurídico por parte de la administración local           | Vigente   |
| Fermín Amaya                      | Arenal               | 1983        | Acuerdo 031 del 14 de septiembre de 1983                               | Vigente   |
| Gonzalo Jiménez de Quesada        | Inscredial           | desconocido | Acrónimo de la entidad constructora (Instituto de Crédito Territorial) | Vigente   |
| Las delicias                      | Tres unidos          | desconocido | Unificación de los sectores del barrio dispersos por el Ferrocarril    | Vigente   |

| Nombre Anterior               | Actualidad                  | A partir de | Motivo                                                                  | Condición |
| Campamentos                   | Urbanización Cincuentenario | 60s         | Reubicación en el barrio El Parnaso                                     | Demolido  |
| Miramar                       | Refinería                   | 70s         | Ampliación de la Refinería                                              | Demolido  |
| Magdalena                     | Refinería                   | 70s         | Ampliación de la Refinería                                              | Demolido  |
| Asentamiento Villa María      | Lote el Piñal               | 2023        | Proximidad y obstrucción al espacio aéreo del Aeropuerto Yariguíes      | Demolido  |
| Casas Fiscales (Pueblo Nuevo) | Vacío                       | 2025        | Ocupación indebida del espacio público por personas habitantes de calle | Demolido  |

## Arterias viales
- Avenida del Ferrocarril o calle 52
- Avenida Circunvalar Alejandro Galvis Galvis
- Avenida Maximiliano Vergara o Carrera 28
- Avenida SENA
- Avenida Paseo de la Cultura o calle 60
- Avenida 25 de Agosto o calle 71.
- Avenida carrera 33
- Carrera 35, en la comuna 4
- Avenida Primero de Mayo
- Calle 50 o Avenida Leonardo Posada
- Carrera 36
- Calle 49
- Avenida diagonal 56
- Carrera 20

## Cultura
Como patrimonio cultural de la ciudad se destaca el Festival del Río Grande de la Magdalena, considerado el tercer festival de música vallenata más importante de Colombia después del Festival de la Leyenda Vallenata de Valledupar y del Festival Cuna de Acordeones de Villanueva (La Guajira). Este festival fue declarado Patrimonio Cultural y Artístico de la Nación mediante la Ley 1007 de 2006 del Congreso de la República, eligiendo a los mejores intérpretes del acordeón en los cuatro (4) aires o ritmos vallenatos (Merengue, Paseo, Son y Puya). Este certamen se realiza cada año desde 1983, entre los meses de octubre y noviembre en diversos lugares de la ciudad. Igual que sus similares de Valledupar y Villanueva, el Festival del Río Grande de la Magdalena también realiza, cada 11 años desde 1992, el torneo Rey de Reyes, participando solamente los ganadores del festival en años anteriores.

## Turismo
Destacan el Museo del Petróleo (vía al corregimiento El Centro), la Ciénaga San Silvestre, el río Magdalena, el Cristo Petrolero, el corregimiento de El Llanito, el puente Guillermo Gaviria Correa (Puente Barrancabermeja-Yondó) que une los departamentos de Santander y Antioquia, la refinería de la ciudad, entre otros. El complejo industrial puede ser visitado por instituciones educativas locales y nacionales mediante solicitud formal por escrito, gracias a un convenio de Ecopetrol con el Ministerio de Educación Nacional.

### Lugares de interés
- La Refinería de Barrancabermeja: La más importante del territorio colombiano, donde se produce el 95% de los combustibles que abastecen la demanda nacional, entre otros derivados del petróleo. Por razones de seguridad, su acceso es restringido y las visitas empresariales o educativas están limitadas a determinadas áreas de la infraestructura.

- El Cristo Petrolero: Inaugurado el 7 de diciembre de 1995, este monumento barranqueño está inspirado en el Cristo Redentor de Río de Janeiro y la Fontana Luminosa de L'Aquila. Fue propuesto por Libardo Posso y el sacerdote Gabriel Ojeda como una manera de bendecir la ciudad y oxigenar el agua de la ciénaga. El proyecto fue financiado por Ecopetrol, diseñado por Fernando Fernández y construido por empleados de la petrolera y personal del SENA, orientados por el ingeniero Francisco Forero. Está ubicado en la ciénaga artificial Miramar, frente a un malecón. En el malecón funciona el centro de información turística de la ciudad.

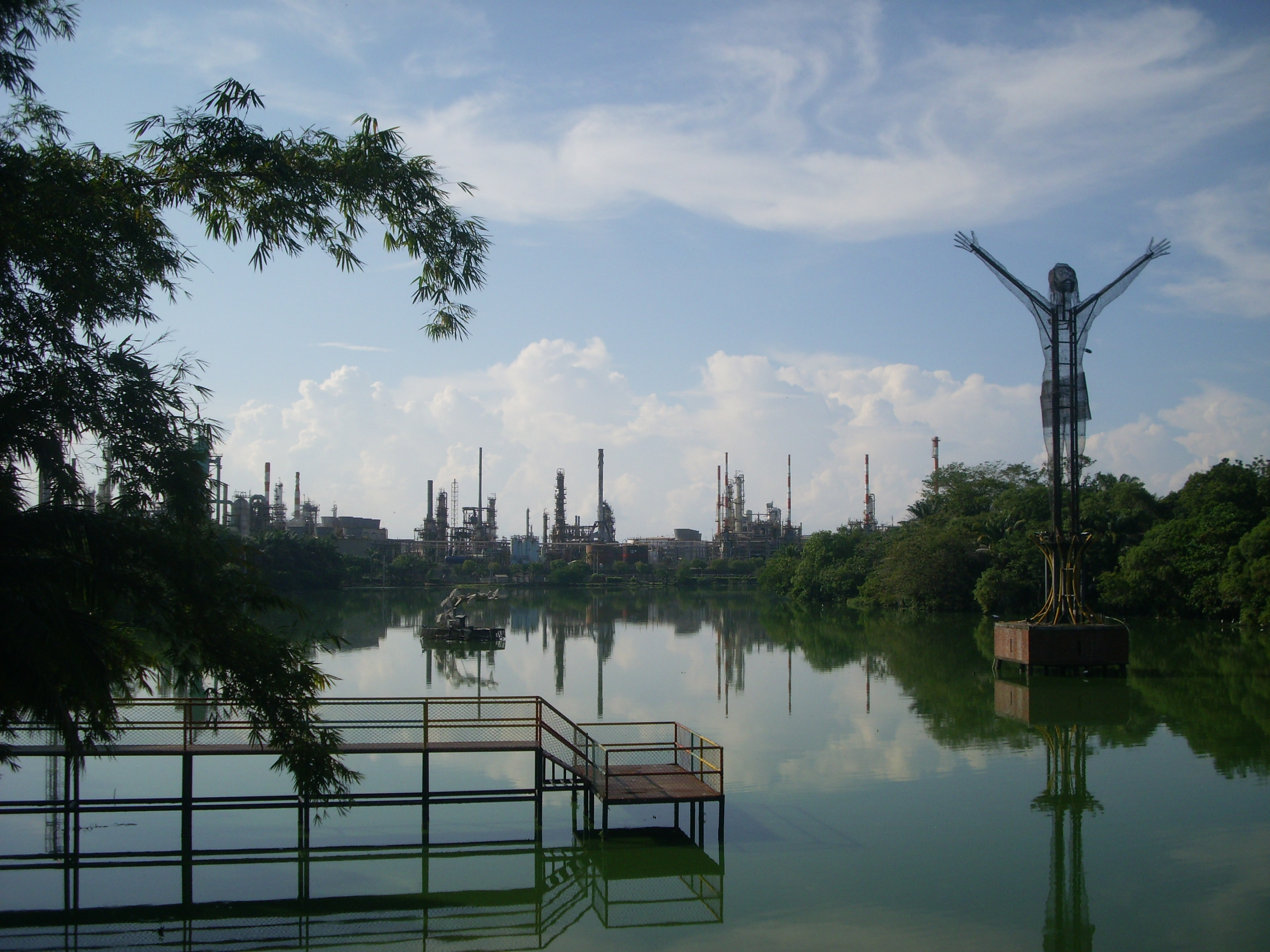
El Cristo Petrolero, estructura ubicada en la ciénaga Miramar. Al fondo se puede apreciar parte de la Refinería de Barrancabermeja

- Museo del Petróleo Samuel Schneider Uribe: Ubicado en el Corregimiento El Centro, a 10 minutos del casco urbano. Allí se puede apreciar todo lo relacionado con la historia de la extracción de petróleo en tierras del Magdalena Medio, desde la década de 1920 hasta nuestros días.

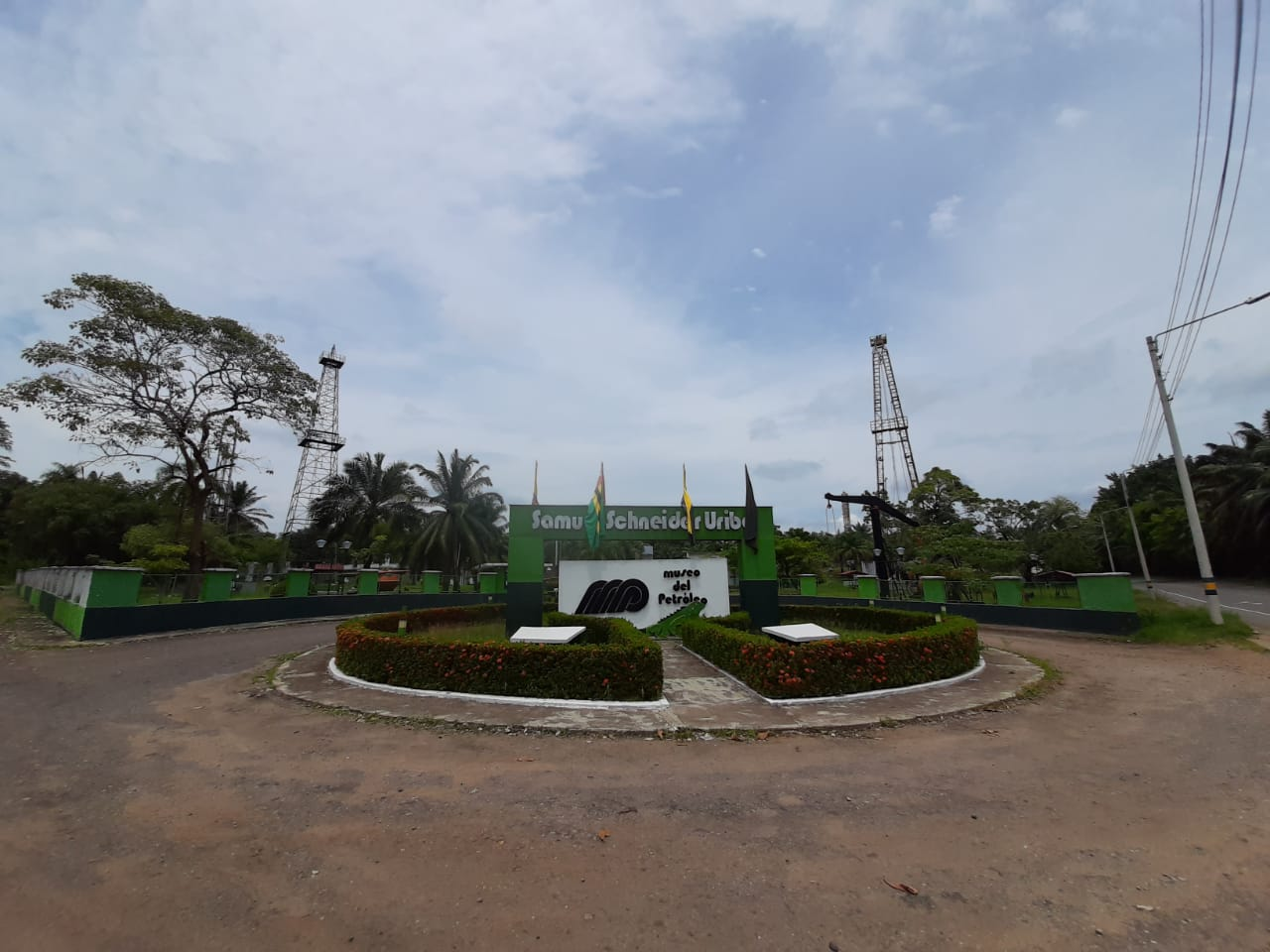
Museo Nacional del Petróleo Samuel Schneider Uribe

- Paseo Yuma: por la Avenida del Ferrocarril sobre el separador se encuentran los monumentos del maestro Lombana, quien con sus propias manos hizo realidad la historia de la fauna y la flora de Barrancabermeja representados en pumas, iguanas, garzas, tortugas, chigüiros y finaliza en la plazoleta del Cacique Pipatón y la Princesa Yarima.

- Nuestra señora del Carmen: iglesia ubicada en el barrio Palmira que cuenta con una torre de perforación petrolera como campanario, única en su género.

- El Parque a la Vida: Es el sitio público más importante de la ciudad, ubicado en un sector de la ciudad donde otrora funcionara el cementerio municipal. Cuenta con juegos infantiles en regulares condiciones. A su alrededor se encuentran bares, restaurantes, heladerías y discotecas. Entró en servicio al público barranqueño en mayo de 2003.

- Paseo de la Cultura: se encuentra en la avenida 60 de la ciudad. En él se pueden observar tres templetes con nombres alusivos a grandes composiciones de la música de viento o "Papayera", una estatua alusiva a "La Pollera Colorá", aire musical en ritmo de cumbia que fue creada en tierras Bermejas, se puede apreciar la "Llama Olímpica" que fue construida durante el mundial de patinaje que se realizó en 1996 en la ciudad. Posee un estilo grecorromano con 3 templos en el cual se integran las culturas de la adolescencia de Barrancabermeja (artistas)

- Puente Guillermo Gaviria Corre o Barrancabermeja-Yondó: Localizado a pocos kilómetros al norte de la ciudad, comunica los departamentos de Santander y Antioquia. Su inauguración se hizo en el año 2006 llevando el nombre de Guillermo Gaviria Correa, quien fuera gobernador de los antioqueños.

- Centro Comercial San Silvestre: con Jumbo como almacén ancla, 132 locales comerciales, local de juegos, plazoleta de comidas, plazoleta de eventos, casino, gimnasio y salas de cine.
- El Monumento a la Madre: Estatua que fue encargada por la Sociedad de Mejoras Públicas de Barrancabermeja para decorar el Parque Infantil. Su escultor fue el salamineño Jesús María Agudelo.

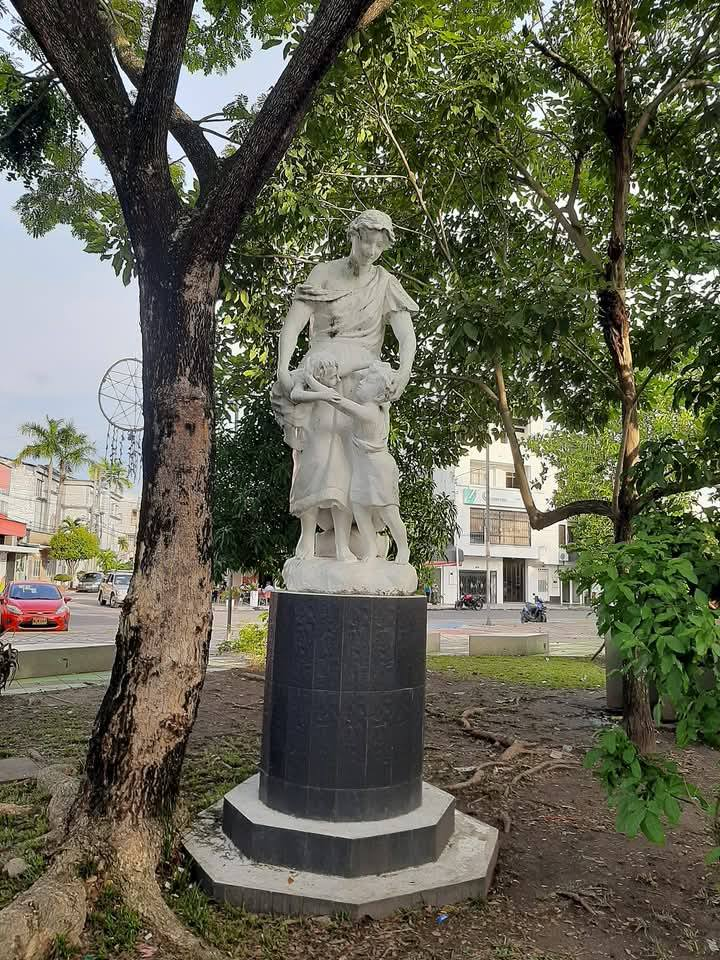
Monumento a la Madre en el Parque Infantil en Barrancabermeja

- Monumento a la Madre en el Parque Infantil en BarrancabermejaCentro Comercial Iwaná: su almacén ancla es Èxito, 113 locales comerciales, local de juegos, carros chocones, plazoleta de comidas y salas de cine.

- El Centro Popular Comercial (CPC): El primer centro comercial creado en la ciudad, fue inaugurado el 18 de julio de 2008. Con más de 500 locales, se ha convertido en punto de encuentro de la ciudadanía barrameja y su ubicación lo hace epicentro de constantes eventos lúdicos, recreativos y culturales.
- Club Infantas: Cuenta con piscinas, pista de baile, taberna, salones, restaurantes, polideportivo, patinódromo, canchas de tenis, bolo, tejo, fútbol y voleibol-playa, zona de billar, juegos infantiles, piscina olímpica, semi olímpica, toboganes, gimnasio y cine los martes, jueves y domingos en hora.

- Sede Campestre del Club Miramar: A 20 minutos de Barrancabermeja, cuenta con paracaidismo, juegos en el agua e infantiles, paseos en bote y alimentación.

- Centro Recreacional Cafaba (Caja de compensación familiar de Barrancabermeja): Ubicado a 10 minutos de la ciudad, a un costado de la vía que conduce al Corregimiento El Llanito. Cuenta con actividades acuáticas, deportivas, servicio de restaurantes y espacio para paseos familiares.
- Hotel Pipatón: El emblemático Pipatón, fue considerado una joya arquitectónica de Barrancabermeja (Santander). Cuando en el mandato de Alfonso López Pumarejo se creó en Colombia la Tarjeta de Turismo, la cual facilitaba la entrada de extranjeros, el primer proyecto para dar un adecuado recibimiento a los turistas fue ese hotel, uno de los primeros hospedajes construidos por la Nación.
- El Parque Infantil: También llamado alguna vez El Parque del Pueblo, fue construido en la década de 1940 por la Sociedad de Mejoras Públicas de Barrancabermeja. Se ubica en el corazón de la Comuna 1 de la ciudad frente a la Catedral La Inmaculada y la Diócesis de Barrancabermeja.
- El Ángel: Monumento ubicado en el Parque Infantil y que fue obsequiado por la colonia sirio-libanesa para adornar el recién inaugurado espacio recreativo.

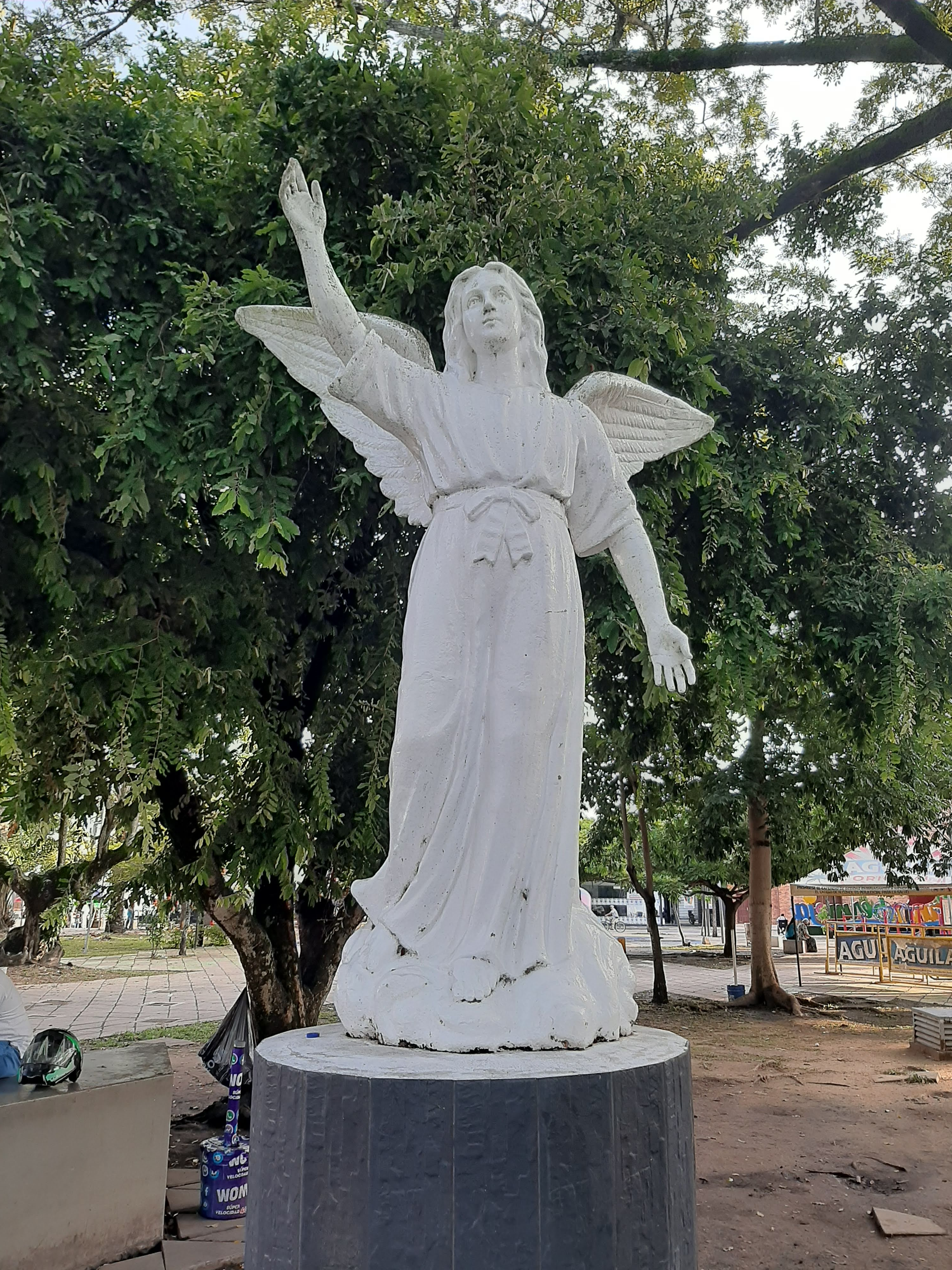
El Ángel en el Parque Infantil de Barrancabermeja. Obsequio de la Colonia Libanesa a la ciudad.

- El Ángel en el Parque Infantil de Barrancabermeja. Obsequio de la Colonia Libanesa a la ciudad.San Carlos Hotel: Desde su apertura en 1967, el San Carlos Hotel ha sido uno de los lugares más icónicos en Barrancabermeja, puesto que surgió en este contexto como un punto de encuentro clave para viajeros y comerciantes, ofreciendo hospitalidad y servicios de calidad desde su inauguración y se destaca por ser el único hotel con vista al río Magdalena y a la Refinería.
- Puente Elevado: Diseñado por Doménico Parma Marre e intervenido por el ingeniero Libardo Ángulo Rojas, su construcción inició el 30 de enero de 1985, y siguió a lo largo de las alcaldías de Ulpiano Díaz, Rafael Fernández Fernández y Juan de Dios Alfonso. Esta obra fue inaugurada por este último alcalde el 18 de diciembre de 1987 y su objetivo, con una longitud de 260 metros que atraviesa las líneas del ferrocarril, es comunicar al nororiente de la ciudad con el sector comercial.
- Plaza de Mercado Satélite: se inauguró el 6 de noviembre de 1987 y al igual que el Puente Elevado se planeó en 1984 en la alcaldía de Ulpiano Díaz pero puesta en funcionamiento por el alcalde Juan de Dios Alfonso a finales de 1987. Su realización estuvo a cargo del ingeniero Libardo Ángulo Rojas. Se hizo para El objetivo principal fue la creación de un área de mercado que cubriera la mayoría de los sectores de gran crecimiento urbano, lo cual dosificaba la necesidad de crear una plaza de mercado para evitar que la comunidad tuviera que recorrer largas distancias para comprar o vender hasta el mercado central o el de Torcoroma.
- El Parque Recreacional: El Parque para la Recreación Popular, al igual que otras obras como el Puente Elevado y Plaza Satélite, fue construido por el ingeniero Libardo Ángulo Rojas y entregado a los barranqueños por el alcalde Juan de Dios Alfonso, previa gestión de sus predecesores en el cargo. Se ubica en la Villa Olímpica de la ciudad aunque se pensó construirlo en otros lugares como cerca al Club Náutico, en la Ciénaga San Silvestre, y en el sector del Uno, entre los barrios Primero de Mayo, Santander y Provivienda. Fue inaugurado el 26 de marzo de 1988.
- La Llama o Antorcha Olímpica: El primer monumento fue construido y ubicado el Parque Camilo Torres por motivo de los XV Juegos Nacionales de 1996 . Éste fue destruido en septiembre de ese mismo año mediante un atentado. Un segundo monumento fue construido años después siendo alcalde Edgard Cote Gravino y ubicado en el Paseo de la Cultura, entre la Biblioteca Alejandro Galvis Galvis y el Colegio Diego Hernández de Gallegos, lugar donde aún se mantiene.
- Parque de las Banderas: Es un parque ubicado en la Villa Olímpica, frente al Estadio Daniel Villa Zapata y al Coliseo Luis Francisco Castellanos.
- Edificio Super Estrellas: El 10 de diciembre de 1992 fue inaugurado el edificio financiado por la Comercializadora Superestrellas Ltda., propiedad de Jean Kaissar Feghali. La edificación de 14 pisos fue construida durante 2 años por la firma Promotora Raíz Puntual en 4000 metros cuadrados.

## Servicios

### Judicial
- Circuito Judicial de Barrancabermeja:

### Educación
- Universidad de la Paz - UNIPAZ
- Universidad Cooperativa de Colombia - UCC
- Universidad de Investigación y Desarrollo - UDI
- Universidad Industrial de Santander - UIS
- Universidad Nacional Abierta y a Distancia - UNAD
- EDUPOL S.A.S.
- Servicio Nacional de Aprendizaje - SENA

### Salud
La salud en Colombia se rige por la legislación vigente (Ley 100 de 1993) y es regulada por el Ministerio de la Protección Social. En el ámbito local, está a cargo la Secretaría de Salud, que depende de la Alcaldía Distrital. Otras instituciones son la Cruz Roja Colombiana, la Defensa Civil Colombiana, que se encarga de emergencias, calamidades y desastres de origen natural, y el Instituto Colombiano de Bienestar Familiar (ICBF), encargado de la protección integral de la familia y la niñez.

### Servicios públicos
- Acueducto: El 95,6% de la ciudad cuenta con el servicio de acueducto. La empresa prestadora del servicio es Aguas de Barrancabermeja. E.S.P. La extracción del líquido vital se obtiene a través de la Ciénaga San Silvestre.
- Alcantarillado: La ciudad cuenta con un 75,2% con el servicio de alcantarillado. Administrada por la empresa Aguas De Barrancabermeja. E.S.P.
- Aseo Urbano:
- Alumbrado Público:
- Energía Eléctrica: La Electrificadora de Santander S.A. (ESSA), adquirida por  la empresa EPM, es la encargada de la prestación del servicio en la ciudad de Barrancabermeja. En la ciudad el 98.9% de los hogares tiene el servicio de energía.
- Gas Natural: La ciudad de Barrancabermeja se abastece de servicio de gas proveniente del mismo distrito Barrancabermeja, de 8 pulgadas que inició operaciones en 1996. Transporta aproximadamente 20 millones de pies cúbicos de gas al día. El 89,6 de los hogares de la ciudad cuentan con el servicio de gas natural. La empresa encargada de prestar el servicio a los barranqueños es Gas Natural Del Oriente S.A. E.S.P. Vanti (Gasoriente S.A.), quien compró la antigua empresa proveedora de gas en la ciudad Gases De Barrancabermeja.

### Comunicaciones
- Radio: Cuenta con una variedad de emisoras en AM y FM, tanto de cobertura local en el distrito, como departamental y nacional, de las cuales 3 son FM y 1 en AM.
- Prensa: En Barrancabermeja y en el resto de Santander circulan dos importantes diarios: Vanguardia Liberal y el Periódico Q´hubo, ambos con una larga trayectoria en el ámbito regional. También circulan los periódicos El Tiempo, El Espectador, entre otros.
- TV: El distrito cuenta con varios canales de televisión de señal abierta: 2 canales locales; Telepetróleo y Enlace Televisión, el canal regional Canal TRO. El servicio de televisión por cable lo prestan DirecTV, Tigo, Claro TV y Movistar TV. Además varias empresas ofrecen el servicio de televisión parabólica como son: Paracolombia, Tevecol, E&C Pluss, Pararosario, Cablevisión (Antigua Anpsocc), TV Norte Comunicaciones, Cable Éxito y TV Cable El Centro.

### Otros
- Superintendencia de Notariado y Servicios - Oficina de Registro de Instrumentos Públicos Seccional Barrancabermeja.
- Cámara de Comercio de Barrancabermeja.
- Cormagdalena - Corporación Autónoma del Río Grande de la Magdalena.

## Escenarios deportivos
Barrancabermeja tiene los siguientes escenarios deportivos, los cuales son administrados por el distrito:
- Estadio Daniel Villa Zapata: El máximo escenario deportivo de la ciudad, hecho para la práctica de fútbol, con capacidad para 10.400 espectadores. Fue sometido a una reconstrucción desde el año 2011 hasta el 2015 para recibir los partidos de equipo profesional de fútbol de esta ciudad; el Alianza Petrolera, que competía en la Primera División del fútbol colombiano hasta el año 2023.

- Coliseo Luis Fernando Castellanos: Otro importante escenario deportivo de la ciudad, antiguamente llamado Coliseo de la Juventud, sede del Mundial Femenino de Fútbol de Salón 2013 y sede del antiguo equipo de fútbol de salón o microfutbol Barrancabermeja Ciudad Futuro, que compitió en la Liga Profesional de Microfutbol colombiano entre 2012 y 2015. En el Segundo Semestre del 2014 fue sede del equipo profesional de baloncesto Búcaros de Santander, que compite en la Liga DirecTV del baloncesto nacional.
- El Patinódromo Raúl Meneses Monsalve: Ha sido escenario deportivo en los años 1996 y 2000 de los mundiales de patinaje de velocidad y en el 2008 escenario de la IX Copa América de Patinaje.

## Estructura organizacional municipal
| Barrancabermeja | Barrancabermeja | Barrancabermeja            |
| Departamento    | Código DANE     | Categoría municipal (2022) |
| --------------- | --------------- | -------------------------- |
| Santander       | 68081           | Especial                   |

- Personería: Es un centro del Ministerio Público de Colombia que ejerce, vigila y hace control sobre la gestión de las alcaldías y entes descentralizados; velan por la promoción y protección de los derechos humanos; vigilan el debido proceso, la conservación del medio ambiente, el patrimonio público y la prestación eficiente de los servicios públicos, garantizando a la ciudadanía la defensa de sus derechos e intereses.

- Concejo Distrital: Se regulan por los reglamentos internos de la corporación en el marco de la Constitución Política Colombiana (artículo 313) y las leyes, en especial la Ley 136 de 1994 y la Ley 1551 de 2012. Constituido por 17 concejales por un periodo de 4 años.

- Alcaldía Distrital: En esta se encuentra la administración distrital y las entidades descentralizadas del distrito. El Alcalde se pronuncia mediante decretos y se desempeña como representante legal, judicial y extrajudicial del municipio. El actual Alcalde distrital es Jonathan Vásquez Gómez (2024-2027), elegido por voto popular.

## Acuerdo de Hermanamiento con Houston, Texas
En marzo de 2013, el alcalde Elkin Bueno y la alcaldesa de Houston, Annise Parker, firmaron un acuerdo de hermanamiento con el que se espera sacar provecho tecnológico y de conocimientos de la que es considerada la Capital Petrolera de Colombia.